# Llista de monuments de Celrà
Llista de monuments de Celrà inclosos en l'Inventari del Patrimoni Arquitectònic Català pel municipi de Celrà (Gironès). Inclou els inscrits en el Registre de Béns Culturals d'Interès Nacional (BCIN) amb la classificació de monuments històrics, els Béns Culturals d'Interès Local (BCIL) de caràcter immoble i la resta de béns arquitectònics integrants del patrimoni cultural català.
| Monument                                    | Protecció   | Estil/època                                    | Localització                                                | Coordenades                                          | Codi?         | Imatge |
| ------------------------------------------- | ----------- | ---------------------------------------------- | ----------------------------------------------------------- | ---------------------------------------------------- | ------------- | --- |
| Castell Torre Desvern o Desbac              | BCIN 100-MH | Gòtic XII-XV, XVIII                            | Celrà Parc de la Torre Desvern, veïnat de Mas Pedró         | 42° 01′ 19″ N, 2° 52′ 58″ E / 42.022036°N,2.882748°E | RI-51-0004175 | Castell Torre Desvern (Celrà) · Vegeu més fotos d'aquest monument · Carregueu una nova foto d'aquest monument                    |
| Castell de Celrà, o Castell de Mas Serra    | BCIN 673-MH | Gòtic-renaixement X-XVI                        | Celrà Veïnat del Mas Castell                                | 42° 01′ 12″ N, 2° 52′ 55″ E / 42.019891°N,2.881834°E | RI-51-0005861 | Castell de Celrà · Vegeu més fotos d'aquest monument · Carregueu una nova foto d'aquest monument                                 |
| Castell de Mabarrera, o Castell de Palagret | BCIN 674-MH | Obra popular Medieval                          | Celrà Muntanya del Castell                                  | 42° 00′ 41″ N, 2° 53′ 30″ E / 42.011462°N,2.891620°E | RI-51-0005862 | Castell de Mabarrera (Celrà) · Vegeu més fotos d'aquest monument · Carregueu una nova foto d'aquest monument                     |
| Església parroquial de Sant Feliu           | BCIL 2012   | Romànic, gòtic, neoclassicisme XII-XIII, XVIII | Celrà Pl. de l'Església                                     | 42° 01′ 29″ N, 2° 52′ 45″ E / 42.024742°N,2.879267°E | IPA-20937     | Església parroquial de Sant Feliu (Celrà) · Vegeu més fotos d'aquest monument · Carregueu una nova foto d'aquest monument        |
| Finestra i porta de Can Quel de l'Estanc    |             | Gòtic-renaixement, obra popular XVI-XVIII      | Celrà Pl. Església - c. Roques, 3 - c. Dr. Romagós, 1       | 42° 01′ 28″ N, 2° 52′ 43″ E / 42.024475°N,2.878742°E | IPA-20939     | Finestra i porta de Can Quel de l'Estanc (Celrà) · Vegeu més fotos d'aquest monument · Carregueu una nova foto d'aquest monument |
| Can Cornellà                                |             | Obra popular XVIII                             | Celrà C. Isidre Rossell i Gimbernat, 41 - c. Maria Cristina | 42° 01′ 24″ N, 2° 52′ 52″ E / 42.023271°N,2.881033°E | IPA-20940     | Carregueu una nova foto d'aquest monument                                                                                        |
| Can Bosser, Can Boser                       |             | Obra popular XVI, XVIII Final                  | Celrà Travessera del Pou Vilà, 11                           | 42° 01′ 28″ N, 2° 52′ 52″ E / 42.024496°N,2.881103°E | IPA-20941     | Carregueu una nova foto d'aquest monument                                                                                        |
| Can Verdera                                 |             | Obra popular XVIII Mitjan, XIX                 | Celrà Pla de Celrà                                          | 42° 02′ 39″ N, 2° 52′ 40″ E / 42.044176°N,2.877838°E | IPA-20942     | Carregueu una nova foto d'aquest monument                                                                                        |
| Can Mallola                                 |             | Obra popular XVI                               | Celrà C. Dr. Romagós, 20                                    | 42° 01′ 27″ N, 2° 52′ 41″ E / 42.024258°N,2.877993°E | IPA-20943     | Carregueu una nova foto d'aquest monument                                                                                        |
| Cal Rei Vinyes                              |             | Obra popular XVI-XVIII                         | Celrà Veïnat del Mas Serra                                  | 42° 01′ 11″ N, 2° 52′ 42″ E / 42.019589°N,2.878425°E | IPA-20944     | Carregueu una nova foto d'aquest monument                                                                                        |
| Can Barca                                   |             | Gòtic, renaixement XVI-XVII, XVIII             | Celrà Bda. de la Doma, 3                                    | 42° 01′ 28″ N, 2° 52′ 47″ E / 42.024548°N,2.879605°E | IPA-20945     | Carregueu una nova foto d'aquest monument                                                                                        |
| Can Medinyà                                 |             | Gòtic, renaixement XVI-XVII, XVIII             | Celrà Rda. de Baix, 9 - rbla. Josep Pla                     | 42° 01′ 33″ N, 2° 52′ 43″ E / 42.025799°N,2.878691°E | IPA-20946     | Carregueu una nova foto d'aquest monument                                                                                        |
| Can Cors                                    |             | Gòtic-renaixement XVI, XX Inici                | Celrà Pl. Cors-Guinard                                      | 42° 01′ 33″ N, 2° 52′ 40″ E / 42.025794°N,2.877761°E | IPA-20947     | Carregueu una nova foto d'aquest monument                                                                                        |
| Can Romagós                                 |             | Obra popular XVI, XIX                          | Celrà Pl. Església, 10                                      | 42° 01′ 30″ N, 2° 52′ 44″ E / 42.024971°N,2.878988°E | IPA-20948     | Carregueu una nova foto d'aquest monument                                                                                        |
| Carrer Maria Cristina                       |             | Obra popular, gòtic XVI-XVII, XVIII-XIX        | Celrà C. Maria Cristina                                     | 42° 01′ 28″ N, 2° 52′ 45″ E / 42.024557°N,2.879194°E | IPA-20949     | Carregueu una nova foto d'aquest monument                                                                                        |
| Can Galter                                  |             | Obra popular XVI, XIX                          | Celrà C. Congost, 49                                        | 42° 01′ 20″ N, 2° 52′ 30″ E / 42.022287°N,2.874971°E | IPA-20952     | Carregueu una nova foto d'aquest monument                                                                                        |
| Conjunt de cases menestrals                 |             | Obra popular XVIII                             | Celrà C. Jacint Verdaguer, 8-20                             | 42° 01′ 21″ N, 2° 52′ 44″ E / 42.022422°N,2.879005°E | IPA-20953     | Carregueu una nova foto d'aquest monument                                                                                        |
| Can Calvó                                   |             | Obra popular XVIII Final                       | Celrà C. Dr. Romagós, 46                                    | 42° 01′ 17″ N, 2° 52′ 35″ E / 42.021438°N,2.876398°E | IPA-20954     | Carregueu una nova foto d'aquest monument                                                                                        |
| Can Pou                                     |             | Obra popular XVII-XVIII                        | Celrà C. Dr. Romagós, 41                                    | 42° 01′ 18″ N, 2° 52′ 37″ E / 42.021614°N,2.877014°E | IPA-20955     | Carregueu una nova foto d'aquest monument                                                                                        |
| Mas Espolla                                 | BCIL 2016   | Gòtic-renaixement, obra popular XVI-XVII       | Celrà Veïnat de Palagret                                    | 42° 00′ 59″ N, 2° 53′ 39″ E / 42.016443°N,2.894283°E | IPA-20956     | Carregueu una nova foto d'aquest monument                                                                                        |
| Can Vilar, Restaurant                       |             | Eclecticisme XIX                               | Celrà El Congost                                            | 42° 01′ 24″ N, 2° 51′ 02″ E / 42.023452°N,2.850659°E | IPA-20957     | Carregueu una nova foto d'aquest monument                                                                                        |
| Torre Pagans, Xalet unifamiliar             |             | Noucentisme XX Inici                           | Celrà C. Indústria, 7                                       | 42° 01′ 33″ N, 2° 52′ 21″ E / 42.025910°N,2.872457°E | IPA-20958     | Carregueu una nova foto d'aquest monument                                                                                        |
| Ateneu de Celrà                             | BCIL 2012   | Modernisme XX                                  | Celrà Pl. de l'Estatut                                      | 42° 01′ 35″ N, 2° 52′ 41″ E / 42.026421°N,2.877962°E | IPA-40804     | Carregueu una nova foto d'aquest monument                                                                                        |
| Fàbrica Pagans                              | BCIL 2012   | XX                                             | Celrà Ctra. de Juià - c. de la Fàbrica                      | 42° 01′ 36″ N, 2° 52′ 28″ E / 42.026581°N,2.874390°E | IPA-40805     | Fàbrica Pagans (Celrà) · Vegeu més fotos d'aquest monument · Carregueu una nova foto d'aquest monument                           |
| Forn de calç Cal Taverner                   |             | Obra popular XIX                               | Celrà Camí del Castell de Palagret                          | 42° 01′ 20″ N, 2° 53′ 26″ E / 42.022282°N,2.890432°E | IPA-42928     | Carregueu una nova foto d'aquest monument                                                                                        |
| Celler d'en Bosc, Celler Can Rafart         |             | Obra popular XIX                               | Celrà Veïnat de Rafart                                      | 41° 59′ 43″ N, 2° 52′ 29″ E / 41.995408°N,2.874746°E | IPA-42934     | Carregueu una nova foto d'aquest monument                                                                                        |
| Forn de calç Mas Garriga                    |             | Obra popular XX                                | Celrà Camí de Mas Garriga                                   | 42° 01′ 21″ N, 2° 53′ 39″ E / 42.022547°N,2.894224°E | IPA-42945     | Carregueu una nova foto d'aquest monument                                                                                        |
| Molí de Masvalls                            |             | Obra popular XVIII, XIX                        | Celrà Veïnat de Mas Valls                                   | 42° 01′ 05″ N, 2° 52′ 51″ E / 42.017995°N,2.880810°E | IPA-42953     | Carregueu una nova foto d'aquest monument                                                                                        |
| Rajoleria de Can Verai, Teuleria Mas Veray  |             | Obra popular XVIII                             | Celrà Veïnat de Mas Verai                                   | 42° 01′ 17″ N, 2° 52′ 14″ E / 42.021295°N,2.870457°E | IPA-42983     | Carregueu una nova foto d'aquest monument                                                                                        |
| Rajoleria Bosc de la Pedrera                |             | Obra popular XIX                               | Celrà Bosc de la Pedrera                                    | 42° 01′ 19″ N, 2° 53′ 44″ E / 42.021815°N,2.895487°E | IPA-42984     | Carregueu una nova foto d'aquest monument                                                                                        |
| Rajoleria Punxaserra, Can Punxa             |             | Obra popular XIX, XX                           | Celrà Veïnat de Rafart                                      | 41° 59′ 32″ N, 2° 52′ 14″ E / 41.992270°N,2.870684°E | IPA-42985     | Carregueu una nova foto d'aquest monument                                                                                        |